# گلوینو
گلوینو (به انگلیسی: Gluino) (با نماد G) یک شریک سیستمی فرضی از گلوئون است. در نظریه سیستمی، گلوینوها یک فرمیون مایورانا هستند. عدد باریونی این ذره صفر و اسپینش ۱/۲ است.